# Emma Barton (Fotografin)

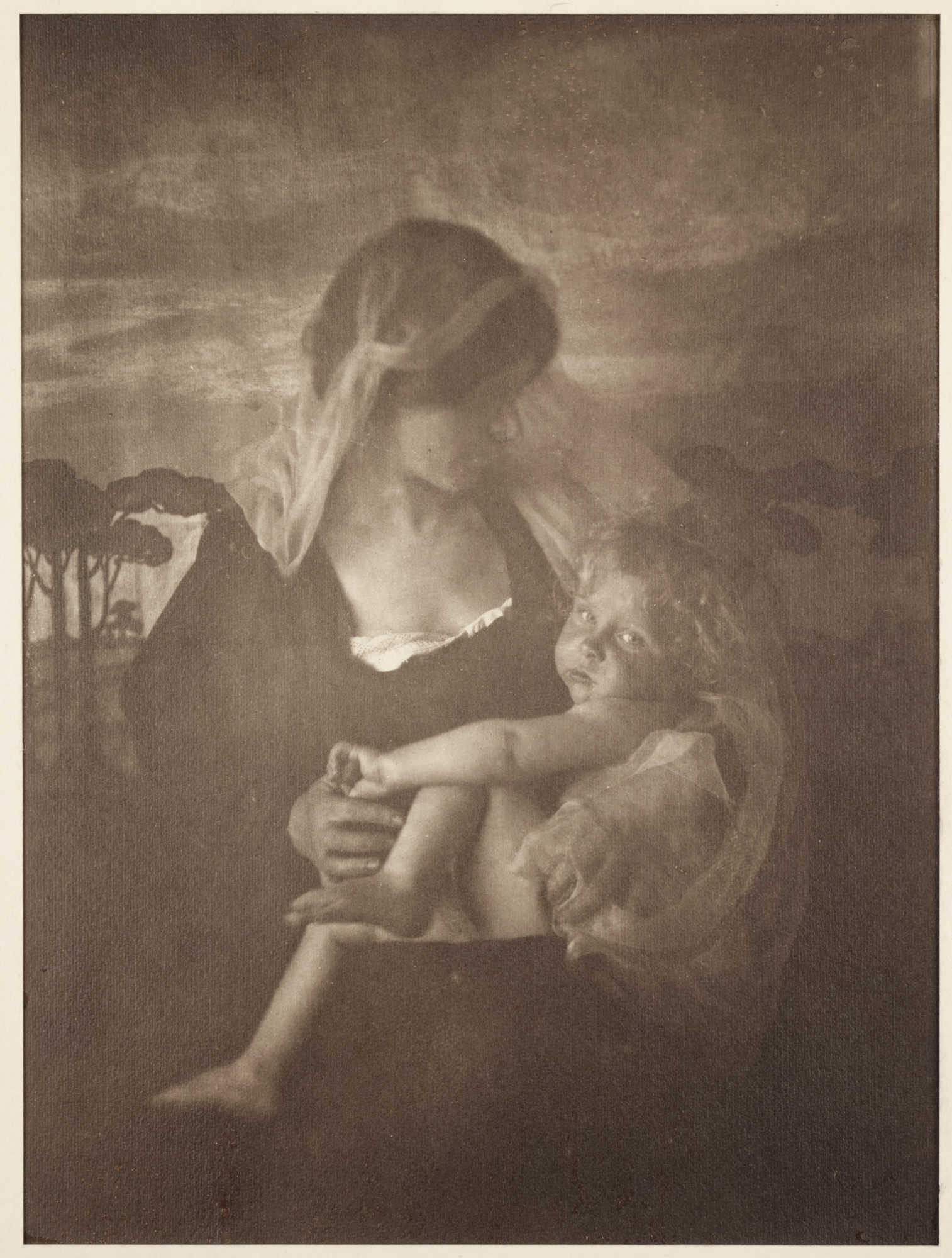
The Awakening, Pigmentdruck 1903

Emma Boaz Barton, geborene Rayson, (* 5. Oktober 1872 in Birmingham; † 31. März 1938 auf der Isle of Wight) war eine englische Fotografin. Ihre Werke werden dem piktorialistischen Fotografiestil zugerechnet.

## Leben und künstlerischer Werdegang
Emma Barton wurde als das erste der sechs Kinder der Eheleute Ambrose und Elisabeth Emma Rayson geboren. Ihr Mittelname Boaz entspricht dem Geburtsnamen ihrer Großmutter mütterlicherseits Emma Collins. Emmas Vater war Arbeiter und unter anderem als Eisenbahnschaffner, Fuhrmann und Schleusenwärter tätig. Er verstarb, als Emma dreizehn Jahre alt war. Ihre Mutter ehelichte in zweiter Ehe 1890 den Achsmacher Edgar Birchley. Dessen Schwager Walter Baker führte ein von Birchleys Eltern begründetes Fotostudio fort.
Emma Barton besuchte zwischen dem fünften und dem zwölften Lebensjahr eine Schule. Zur Zeit der Wiederverheiratung ihrer Mutter arbeitete sie als Angestellte im Büro eines Fabrikanten. Es wird davon ausgegangen, dass sie ihre fotografischen Kenntnisse im Atelier der Familie ihres Stiefvaters erworben habe. Das früheste bekannte, sie darstellende Porträt (eine Profilaufnahme), stammt aus der Zeit um 1890 und könnte im Studio Bakers entstanden sein.

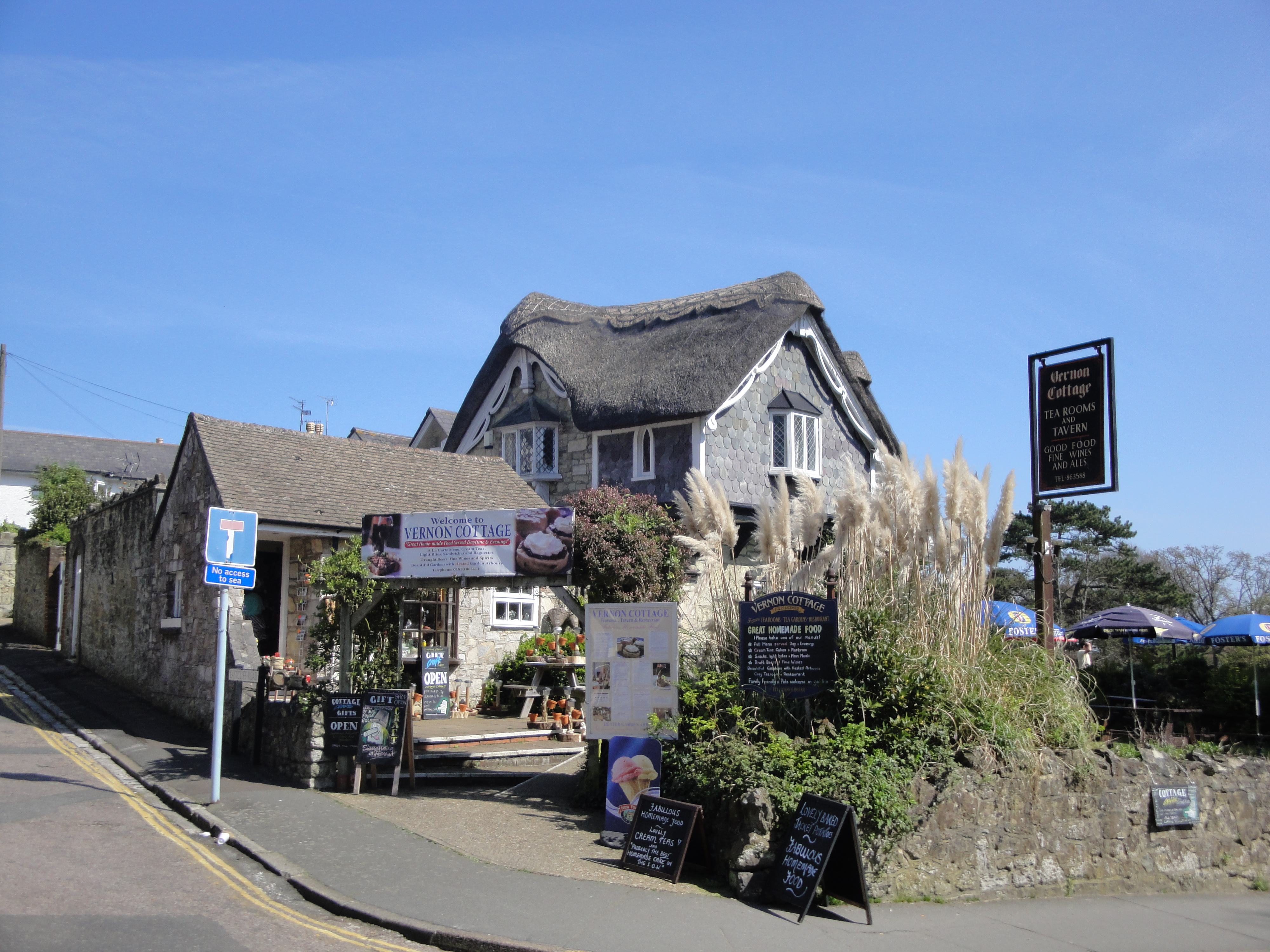
Vernon Cottage, Shanklin, Isle of Wight, der letzte Wohnsitz Emma Bartons

Für die Zeit zwischen 1891 und 1893 liegen keine gesicherten Erkenntnisse über die Lebensumstände Bartons vor. Sie muss aber in dieser Zeit ihren Mann, den Solicitor George Albert Barton (1867–1950), kennengelernt haben; eine erste Tochter wurde 1892 geboren.
Bis 1901 bekam das Paar noch vier weitere Kinder. Die Bartons wechselten in der Folge mehrfach den Wohnsitz in der Umgebung Birminghams, bis zum Ende des Ersten Weltkrieges durchaus mit Verbesserungen im Standard der Häuser und deren Umfeld. Ab 1932 wohnten die Eheleute dauerhaft auf Vernon Cottage, Shanklin, Isle of Wight.
Die ältesten von Emma Barton angefertigten und erhaltenen Fotografien, drei Kinderbilder, stammen aus den Jahren 1896 und 1897.
Die Familie Barton war verwandt mit dem Varietéstar Dan Leno (1860–1904, eigentlicher Name: George Galvin). Da Fotografien Lenos von der Presse begehrt waren, nutzte Emma Barton die gegebene Chance, ihn zu porträtieren und die Bilder zur Veröffentlichung anzubieten. Die Fotografien erschienen 1898 in verschiedenen Pressepublikationen und trugen zur Bekanntheit Bartons in fotografisch interessierten Kreisen bei.
Nachdem sie 1901 auf einer Schau der Royal Photographic Society erstmals ein einzelnes Bild (Meditation) ausstellen konnte, wurden bereits ein Jahr später, im Februar 1902, auf der jährlichen Ausstellung der Birmingham Photographic Society in Birmingham elf ihrer Werke der Öffentlichkeit präsentiert, hierunter auch das Bild Alma Mater.
Ihr steigender Bekanntheitsgrad und die Anerkennung, die man ihren Aufnahmen entgegenbrachte, gipfelten sodann 1904 in einem Höhepunkt der öffentlichen Wahrnehmung ihrer Werke, einer sogenannten „House Exhibition“, also einer Einzelausstellung, in der Royal Photographic Society mit über 60 Bildern.
Ausstellungen und Auszeichnungen auch in Amerika oder Frankreich folgten. 1911 präsentierte sie erstmals Autochromes, also Farbaufnahmen, auf Ausstellungen. Als letztes publiziertes und zu ihren Lebzeiten ausgestelltes Bild gilt The Squire (1932).

## Werk

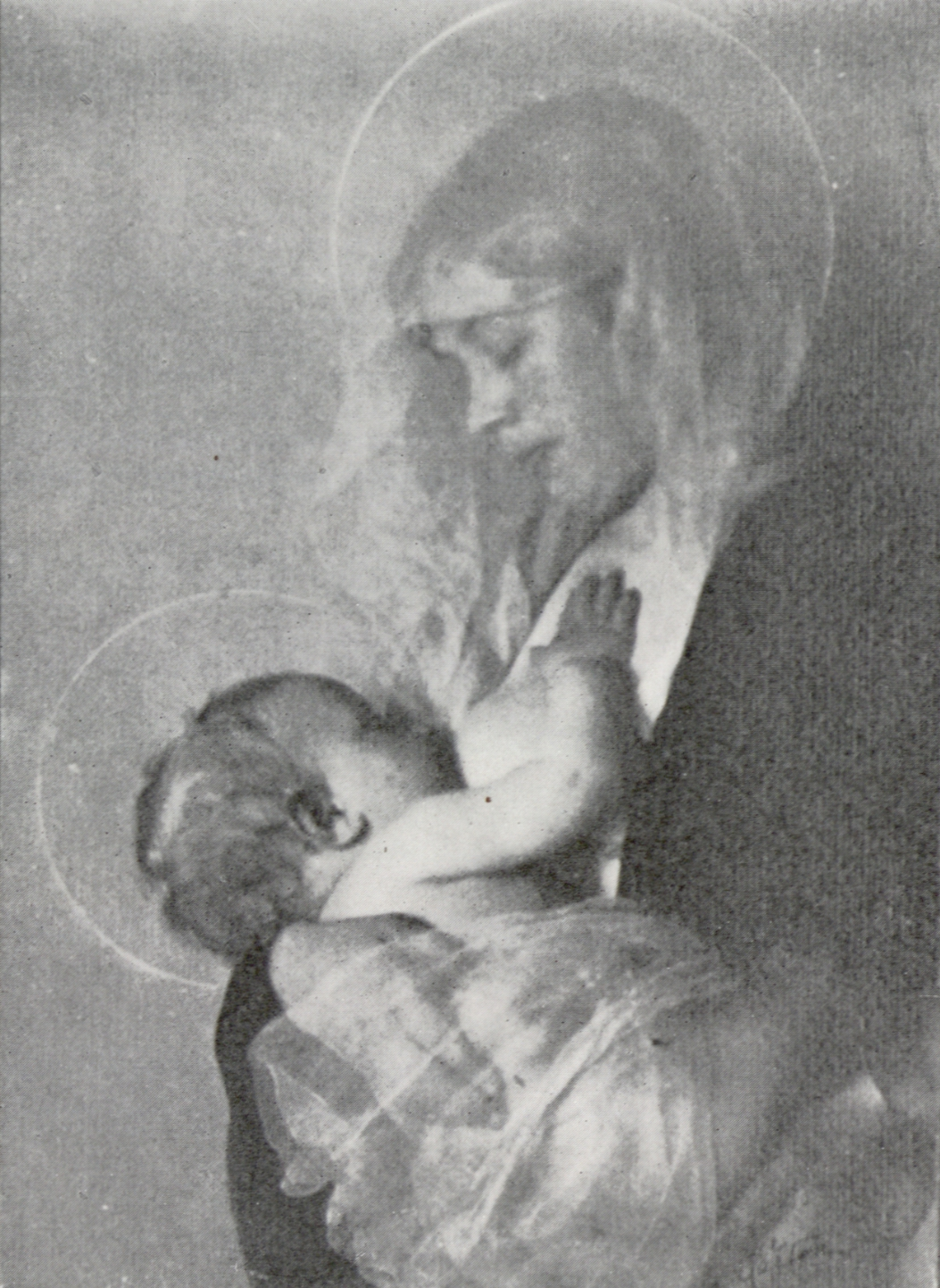
Alma Mater, Carbrodruck 1902

Die frühen Bilder Emma Bartons zeigen überwiegend Kinder und religiöse Motive. Im Allgemeinen standen ihr ihre eigenen Kinder, ihr Dienstmädchen und sie selbst Modell.
Ihre religiös motivierten Bilder des Sujets Madonna mit Kind zählen zu den emotional ausdrucksstärksten Aufnahmen der fünffachen Mutter.
Bedeutend ist insoweit unter anderem das das Motiv der Christus stillenden Maria aufgreifende Bild Alma Mater, ein Selbstbildnis im Stile der Alten Meister mit ihrem jüngsten Sohn Cecil (geboren 1901). Dieses wurde auf der Birminghamer Ausstellung von 1902 erstmals der Öffentlichkeit vorgestellt. Die Selbstdarstellung als Gottesmutter mit Heiligenschein war jedoch nicht unumstritten, sie wurde vom zeitgenössischen Kritiker Anthony Guest als „ziemlich gewagt“ hinterfragt.
Für ihr Bild The Awakening wurde ihr 1903 durch die Royal Photographic Society des Vereinigten Königreiches eine Goldmedaille verliehen. Nach ihrer eigenen Angabe wollte sie im Bild ohne eine starre Pose bei den Abgebildeten den Moment des Aufwachens eines Kindes in den Armen seiner Mutter zeigen, dies sei ihr bereits beim ersten Versuch gelungen.
Neben präraffaelitischen Stilelementen verwendete Emma Barton auch solche der Alte Meister oder des in ihrer Heimatstadt Birmingham starken Arts and Crafts Movements. Bei Porträtaufnahmen oder ihren „Window Photographs“, das heißt vor einem hellen Fenster aufgenommenen Bildern (etwa das ihre Kinder und sie selbst zeigende An Indoor Group), nutzte sie gerne den zeitgenössisch zur vorteilhaften Darstellung von Frauen mit fülligem Hals und Kinn empfohlenen sogenannten Rembrandt-Effekt. Hierzu wurde die Hauptlichtquelle hinter der abzubildenden Person positioniert und das damit im Schatten liegende Gesicht mittels eines Reflektors aufgehellt. Die Hintergründe für Studioaufnahmen malte sie selbst.
Abweichend von den von einer innigen Mutterliebe geprägten frühen Aufnahmen fertigte sie später aber auch Einzelporträts von Frauen an, in denen ein Gefühl der fehlenden Liebe immanent ist (z. B. My Sweet Highland Mary (1911) oder There Was a Knight Came Riding By (1920)).
Emma Barton nutzte auch die Möglichkeiten der frühen Farbfotografie, des Autochromverfahrens. Die passionierte Gartenliebhaberin fertigte sowohl farbige Außenaufnahmen in üppiger, gärtnerisch gestalteter Umgebung, durchaus auch mit melancholischer Wirkung, als auch minimalistisch konzeptionierte Studioaufnahmen von beispielhafter Ausgewogenheit des Lichtes, der Farben und klarer, schlichter Formen, etwa im Bild The Blue Turban (1911), an.
Emma Barton hat die meisten ihrer Bilder mit Mrs. G. A. Barton, also unter Verwendung der Initialen ihres Ehemannes, signiert.

## Techniken
Bei der Positivherstellung wandte Emma Barton eine Reihe der zeitgenössischen Verfahren an, unter anderem Edeldruckverfahren wie den Gummidruck, den Platindruck oder den Carbrodruck, später auch das farbige Autochromverfahren. Beim Neubau eines Hauses für das Ehepaar Barton in Sutton Coldfield im Norden Birminghams um 1900 wurde eine Dunkelkammer bereits während der Bauplanung vorgesehen.
Zur von ihr verwendeten Kameratechnik ist hingegen nur wenig bekannt. In den Jahren ihrer ersten öffentlichen Erfolge verwandte sie eine Plattenkamera mit einem Cooke-Triplet mit einer größten Öffnung von 1:6,5, später dann neben einer Plattenkamera für Halbformatplatten auch eine Kodak-Bullet-Kamera für Rollfilm.